# Los Nakos
Los Nakos es un grupo musical procedente de México fundado en el contexto del movimiento del 1968 en México por Ismael Mailo Colmenares. Su estilo es de canción de protesta, parodia y sátira política.

## Biografía
Colmenares, junto a algunos compañeros, subían al transporte público a cantar parodias políticas, las cuales eran aplaudidas por la gente. Derivado de ello el grupo Los Nakos nació durante las protestas y mítines como parte de las brigadas culturales del Consejo Nacional de Huelga, durante el movimiento de 1968 en México. En ese momento popularizaron la parodia La balada del granadero, una versión de La balada del vagabundo de José Guardiola. 
Luego de dicho movimiento, prosiguieron su actividad artística en movimientos sociales como marchas, mítines y protestas. No sólo aprovecharían canciones famosas para hacer canciones de sátira política, sino comerciales de radio y televisión. Integrarían los inicios del Centro Libre de Experimentación Teatral (CLETA).

## Integrantes
- Ismael "Maylo" Colmenares - guitarra y voz
- Mayra Cebreros - voz
- Jorge Silva - percusiones

### Miembros anteriores
- José Martínez
- Juan Ramón Castillo
- Armando Vélez
- Gerardo Aboytes
- Francisco Barrios "El Mastuerzo"
- Elia Crotte